# إيمرسون هوف
إيمرسون هوف (بالإنجليزية: Emerson Hough) (1857، نيوتن في الولايات المتحدة - 1923، إيفانستون في الولايات المتحدة)؛ كاتب وروائي أمريكي.

## روابط خارجية
- إيمرسون هوف على موقع IMDb (الإنجليزية)
- إيمرسون هوف على موقع قاعدة بيانات الفيلم (الإنجليزية)